# Grå pelikan
Grå pelikan (latin: Pelecanus philippensis) er en pelikan, der lever i det sydlige Asien.